# Quần thể Sheikh Safi al-din Khānegāh và đền thờ
Quần thể Sheikh Safi al-din Khānegāh và đền thờ (tiếng Ba Tư: مجموعه آرامگاه و خانقاه شیخ صفی الدین) là quần thể kiến trúc nằm tại Ardabil, Iran. Đây là lăng mộ của Sheikh Safi-ad-din Ardabili, một nhà lãnh đạo Hồi giáo Sufi nổi tiếng sinh ra ở Ardabil. Quần thể này đã được UNESCO công nhận là Di sản thế giới từ năm 2010.

## Lịch sử
Sheikh Safi là một nhà lãnh đạo Hồi giáo Sufi dưới thời Safavid. Ông sinh ra tại Ardabil, nơi xây dựng quần thể kiến trúc này. Những người Safavid coi trọng hình thức của một thánh đường Hồi giáo, với mộ, lăng mộ, phòng cầu nguyện nằm ở một góc bên phải của thánh đường. Các công trình trong quần thể này bao quanh một sân nhỏ bên trong có diện tích chiều dài 31 mét và rộng 16 mét. Đường vào của nó thông qua một khu vườn dài.
Lăng mộ bắt đầu được xây dựng bởi con trai của Sheikh Safi là Sheikh Sadr al-Dīn Mūsā, sau khi cha của ông qua đời vào năm 1334. Nó được xây dựng từ đầu thế kỷ 16 đến cuối thế kỷ 18. Lăng mộ là tòa tháp hình vòm cao 17 mét, được trang trí bằng ngói xanh, bên cạnh là Nhà Sứ thế kỷ 17, nơi lưu giữ những đồ phục vụ nghi lễ của thánh đường. Ngoài ra, một phần của quần thể này là khu vực với nhiều chức năng trong nhiều thế kỷ qua bao gồm thư viện, thánh đường Hồi giáo, trường học, hầm mộ, bể chứa nước, bệnh viện, nhà bếp, lò bánh và một số phòng làm việc. Tất cả đều trên một tuyến đường để đến đền thờ và được chia thành bảy phân đoạn, phản ánh bảy giai đoạn của chủ nghĩa thần bí Sufi. Các phần này được ngăn cách với nhau bằng tám cổng đại diện cho tám quan điểm của Sufi giáo.
Một số phần đã dần dần được thêm vào cấu trúc chính trong triều đại Safavid. Một số nhà lãnh đạo của Safavid, phụ nữ và cả những nạn nhân trong các trận chiến Safavid, bao gồm cả Trận Chaldiran đã được chôn lấp tại đây.

## Kiến trúc
Khu quần thể này ngày nay được gọi là lăng mộ Sheikh Safi al-Din Ardabili, thì ngoài khu vực lăng mộ (Ali-Ghapu) thì còn có cổng chính, sân lớn, cổng vòm, mộ của chính Sheikh Safi al-Din, nhà Andaruni dành cho nữ giới, phần mộ của vua Ismail I, thánh đường Hồi giáo Janatsara, Khanqah, nhà ánh sáng, phòng cầu nguyện Chellehkhaneh và nơi chôn cất các liệt sĩ.
Tòa nhà ở lối vào chính có ba mái vòm được trang trí bằng gạch khảm và những câu sử thi dưới dạng thư pháp Reqa và Kufic. Ngôi mộ của Sheikh Safi al-Din Ardabili là một tòa tháp hình trụ đứng, trên đỉnh là một mái vòm ngắn. Bên dưới mái vòm có một hầm chứa là một trong những công trình có giá trị nhất của quần thể, và xung quanh rìa của nó có một dòng chữ được khắc theo phong cách Reqa. Một trong những nét độc đáo của lăng mộ của Sheikh Safi al-Din Ardabili là nó chứa một số tác phẩm nghệ thuật có giá trị về các chủ đề nghệ thuật khác nhau, bao gồm loại gạch khảm hoàn hảo, tranh ốp lát, đắp vữa, chữ khắc và thư pháp tuyệt vời của các nhà thư pháp vĩ đại nhất thời đại Safavid (như Mir Emad Hassani, Mir Qavamoddin, Mohammad Ismail), chạm khắc gỗ, đồ bạc, bản thảo thiếp vàng, tranh vẽ, đá...

## Hình ảnh

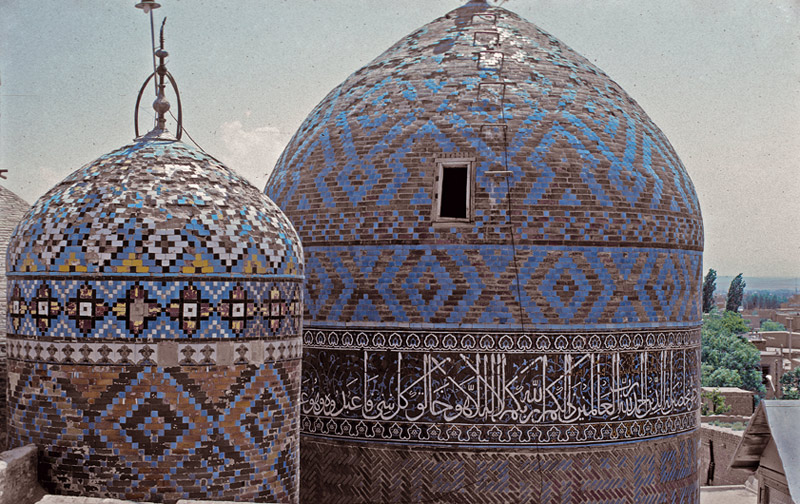
Lăng mộ với ngói màu xanh
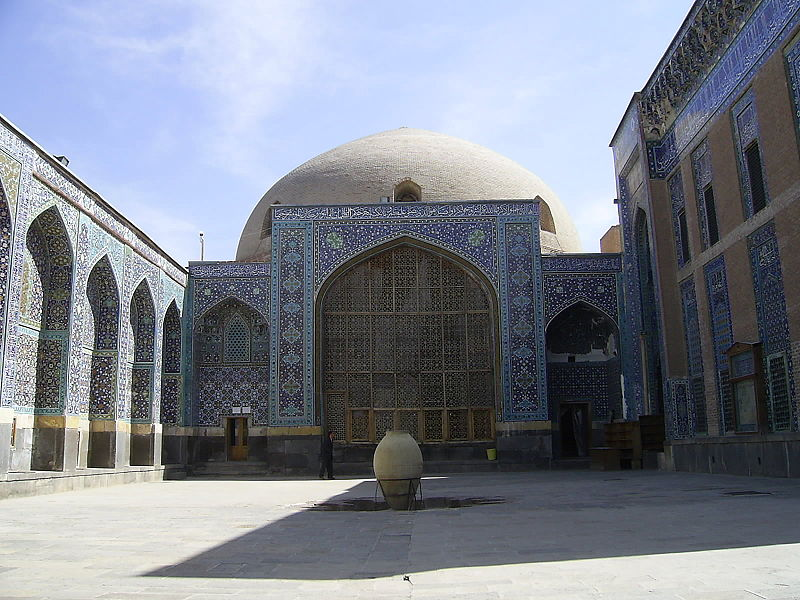
Sân trong và thánh đường Hồi giáo
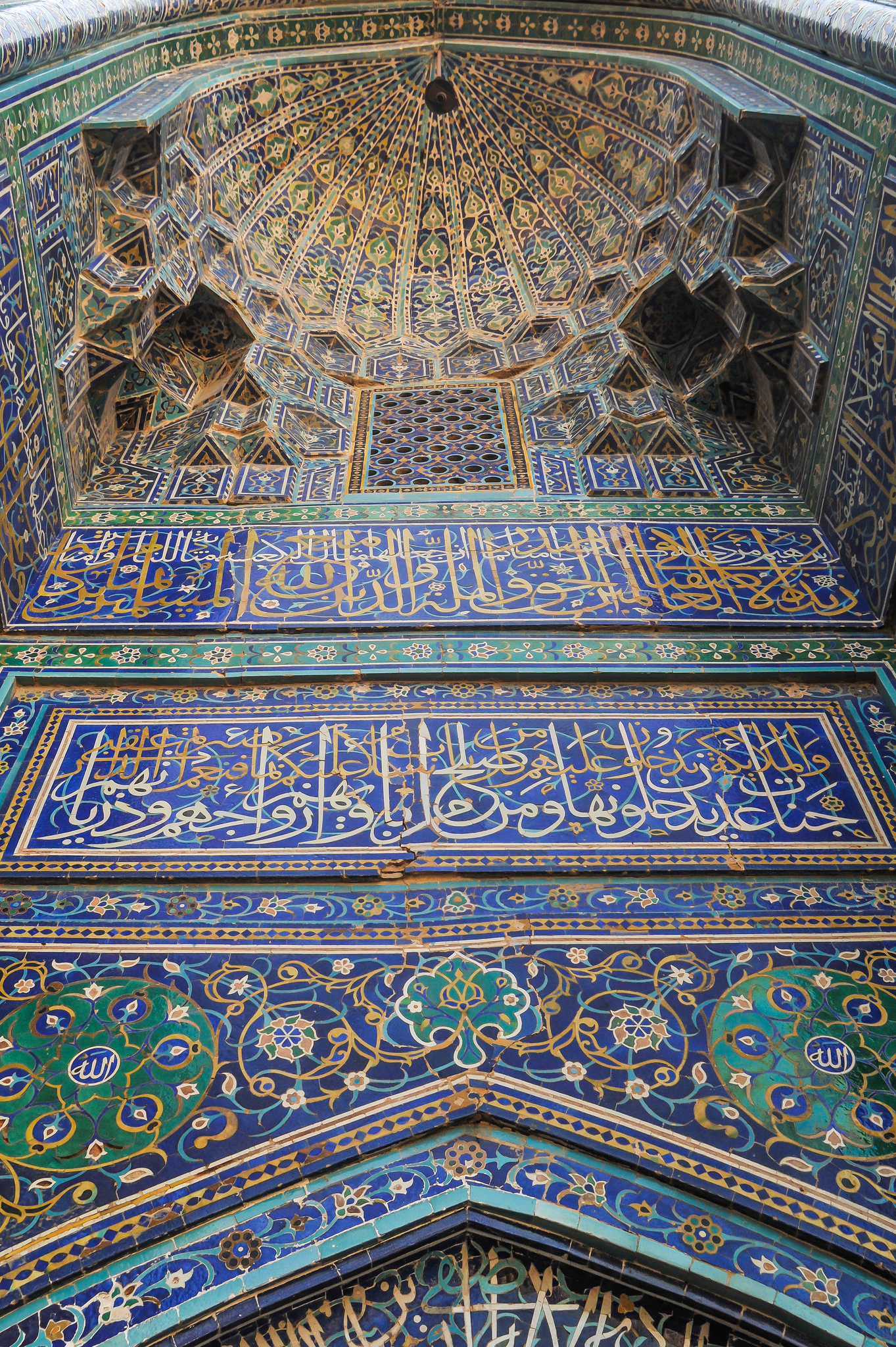
Nghệ thuật Hồi giáo Ba Tư với đại sảnh Iwan tại lăng mộ
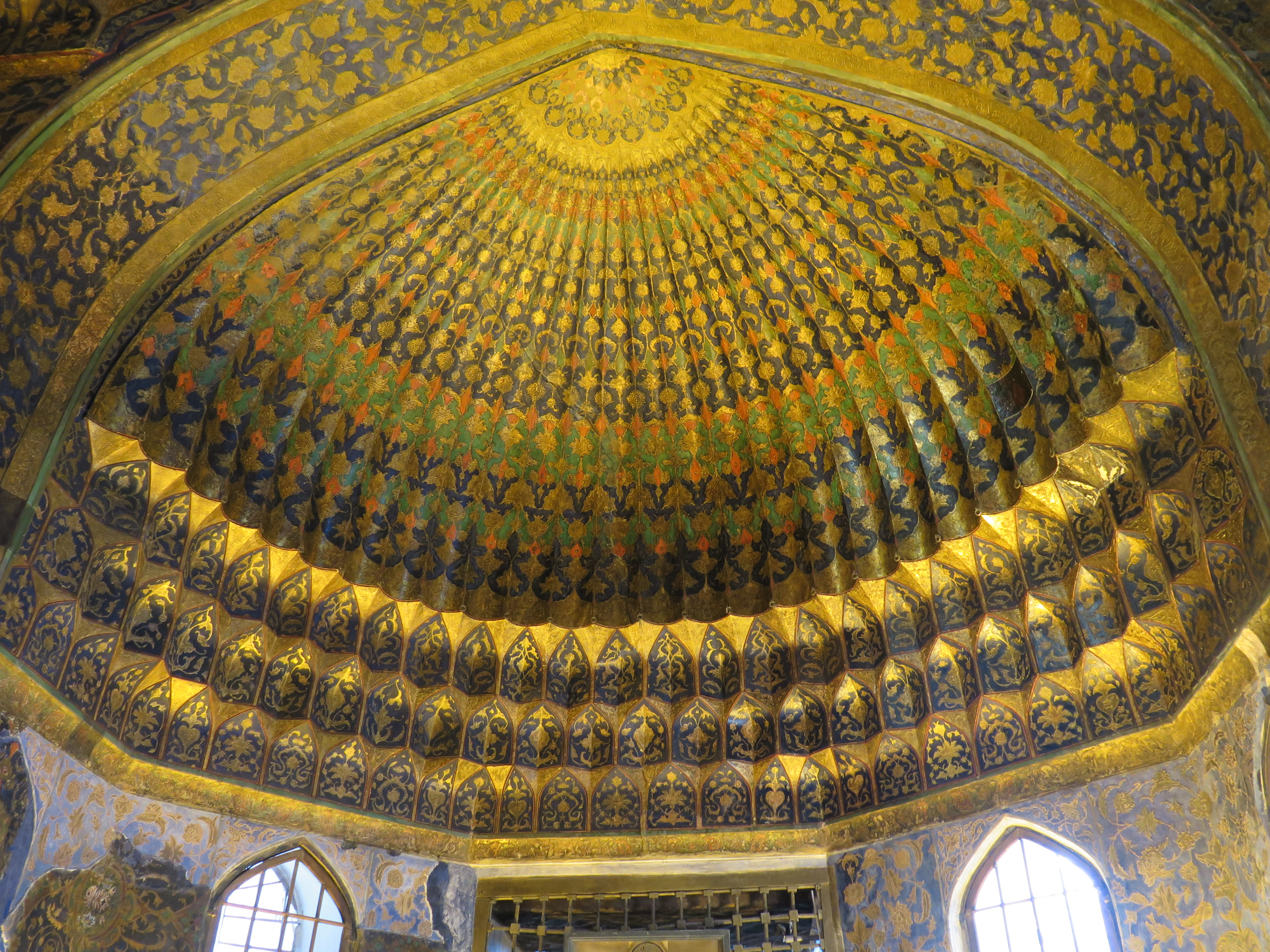
Trần của lăng mộ